# Fuchsia huertasi
Fuchsia huertasi is een vlinder uit de familie grasmineermotten (Elachistidae). De wetenschappelijke naam is voor het eerst geldig gepubliceerd in 1995 door Vives.
De soort komt voor in Europa.